# France Gall / Live Théâtre des Champs-Élysées
Albums de France Gall
Dancing Disco
(1977) Paris, France
(1980)
France Gall / Live Théâtre des Champs-Élysées est le premier album Live de la chanteuse France Gall sorti en 1978.

## Titres
| 1.          | Musique                                            | 4:55 |
| 2.          | Samba mambo                                        | 3:24 |
| 3.          | Si maman si                                        | 3:05 |
| 4.          | Comment lui dire                                   | 3:20 |
| 5.          | Ce soir je ne dors pas                             | 3:02 |
| 6.          | La Déclaration d'amour                             | 3:20 |
| 7.          | Ce garçon qui danse                                | 3:20 |
| 8.          | Je l'aimais                                        | 4:48 |
| 9.          | Chanson d'une terrienne (Partout je suis chez moi) | 6:20 |
| 10.         | Chanson pour consoler                              | 2:20 |
| 11.         | La Chanson de Maggie                               | 3:00 |
| 12.         | Ça balance pas mal à Paris                         | 2:30 |
| 13.         | Le Meilleur de soi-même                            | 3:55 |
| 14.         | Mais, aime la (présentation des musiciennes)       | 9:30 |
| 15.         | Viens je t'emmène                                  | 4:55 |
| 16.         | Quand on est enfant                                | 1:47 |
| 63 min 36 s |                                                    |      |

## Crédits

### Paroles et musique
- Michel Berger

### Musiciennes, choristes et danseuses
- Piano : Colleen Stewart
- Percussions : M. L. Benoît
- Claviers : Melissa Vardey
- Guitare basse : Peggy Mitchell
- Saxophone : Gail Thompson
- Guitare : Patty Quatro
- Batterie : Bonnie Johnson
- Cordes : Marie-Rose Dumonteil, Béatrice Crenne, Sophie Cuvillier, Anne Etevenon
- Chœurs : Stella Vander[2], Lisa Deluxe, Florence Bertoux
- Danseuses : Pascale Geille, Alisson Huttley, Marie Aufrey

### Production
- Titre du spectacle : Made in France
- Représentations du 14 avril au 20 avril 1978 au Théâtre des Champs-Élysées à Paris
- Producteur : Michel Berger
- Éditions d'origine : PEM Colline, droits transférés aux Éditions Apache France sauf La Déclaration d'amour, Éditions Sidonie / Apache France
- Label : Warner Music
- Catalogue d'origine : Atlantic
- Prise de son et mixage : Roger Roche
- Enregistrement : Studio Mobile Davout
- Photographies pochette : Thierry Boccon-Gibod
- Album original : double 33 tours / LP stéréo Atlantic / WEA 60 137 sorti le 9 novembre 1978[1]
- Première édition en CD : incluse dans l'anthologie Évidemment (13 CD/DVD) WEA Music 2564618892 parue le 25 octobre 2004

## Rien que des filles (ou presque)
France Gall, pour son retour sur les planches après plusieurs années d'absence, voulut s'entourer uniquement de filles. Malgré les difficultés qui l'obligèrent à sillonner l'Europe et les États-Unis, elle réussit à trouver les musiciennes de son choix. Petit clin d'œil, les seuls garçons à partager la scène des filles furent les deux chanteurs travestis brésiliens Les Étoiles qui assurèrent un intermède musical au lieu du traditionnel entracte. Cette idée était-elle trop téméraire pour l'époque ? Le résultat fut que le public accueillit plutôt mal les duettistes et que France Gall dut écourter sa pause…